# NGC 3801
NGC 3801 ist eine linsenförmige Galaxie mit aktivem Galaxienkern vom Hubble-Typ S0 im Sternbild Löwe nördlich der Ekliptik. Sie ist schätzungsweise 145 Millionen Lichtjahre von der Milchstraße entfernt und hat einen Durchmesser von etwa 110.000 Lichtjahren. Gemeinsam mit NGC 3802 bildet sie das gebundene Galaxienpaar Holm 273.
Im selben Himmelsareal befinden sich u. a. die Galaxien NGC 3790, NGC 3803, NGC 3806, NGC 3807.
Das Objekt wurde am 17. April 1784 von dem Astronomen William Herschel mit seinem 18,7-Zoll-Spiegelteleskop entdeckt.